# Alestes stuhlmannii
Alestes stuhlmannii es una especie de peces de la familia Alestiidae en el orden de los Characiformes.

## Morfología
Los machos pueden llegar alcanzar los 21 cm de longitud total.
- Número de  vértebras: 42-44.[1][2]

## Hábitat
Es un pez de agua dulce y de clima tropical.

## Distribución geográfica
Se encuentran en África: en los ríos costeros de Tanzania, incluyendo los ríos Kingani, Wami, Ruvu, Rufiji y Kilombero.